# インサート (分子生物学)
分子生物学では、インサート（英: insert）とは、ライゲーションや組換えなどの組換えDNA技術によって、より大きなDNAベクターに挿入されたDNAの断片である。これによって、宿主生物の中で増殖、選択、さらに操作、または発現させることができる。

## 参照項目
- ゲノムライブラリー
- ベクター
- 遺伝子工学